# Ippitsusai Bunchō

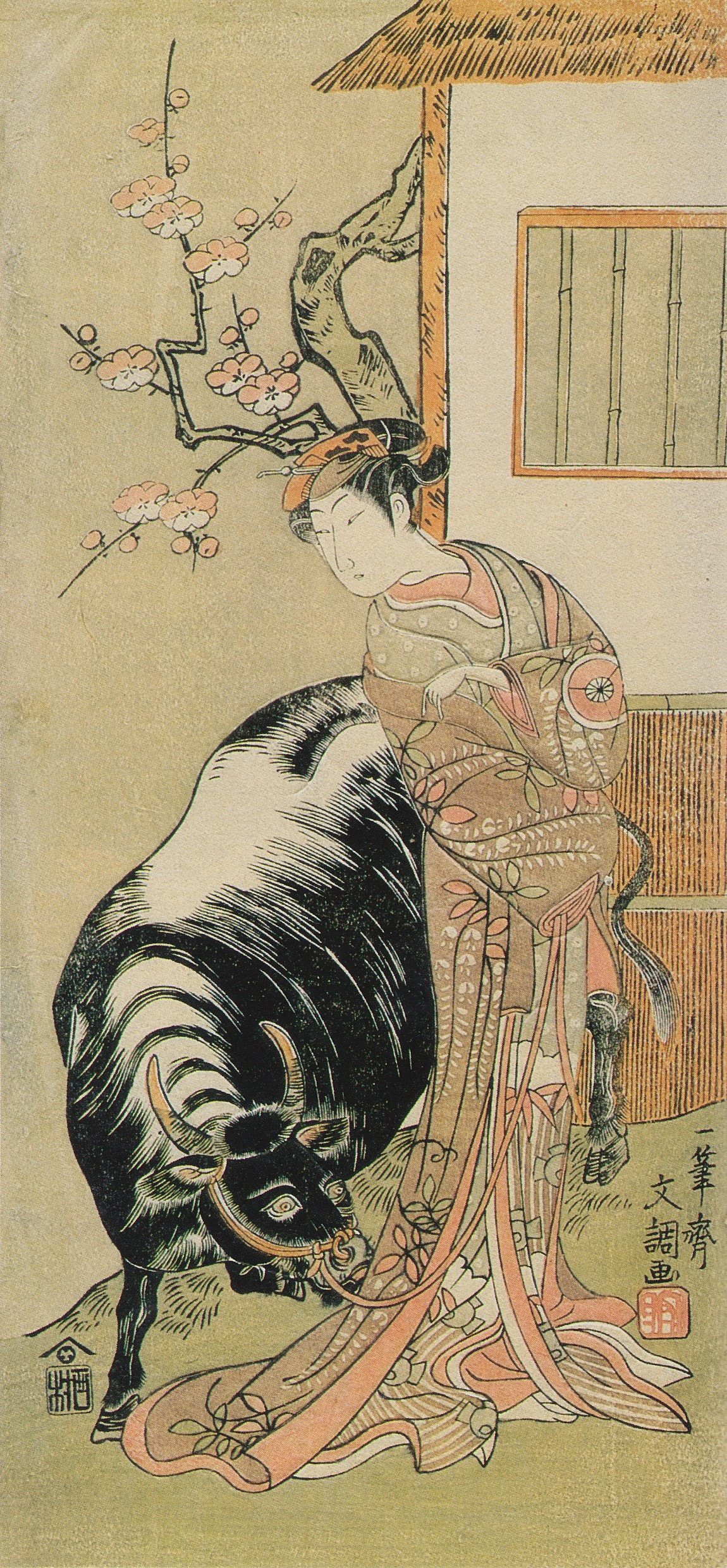
Iwai Hanjirō IV.

Ippitsusai Bunchō (japanisch 一筆祭 文調, eigentlich Ippitsusai Seishi (一筆祭 誠之), ursprünglich Kishi Uemon (岸 右衛門), Künstlername: Jajintei (巴人亭), Sōyōan (桑陽庵); aktiv zwischen circa 1765 und 1792) war ein japanischer Maler im Ukiyoe-Stil während der mittleren Edo-Zeit.

## Leben und Werk
Bunchō studierte unter Ishikawa Yukimoto (石川 幸元), einem Maler der Kanō-Schule, und war ein aktiver Ukiyoe-Künstler von der Meiwa-Zeit (1764–1772) bis zur An’ei-Zeit (1772–1781). Er lebte in der Zeit, als die mehrfarbigen Holzschnitte, die „Brokat-Bilder“ (錦絵 Nishiki-e) in Gebrauch kamen und arbeitete in einem Stil, der dem von Harunobu und Shunshō ähnelte. Tatsächlich hat er auch mit ihnen zusammengearbeitet.
Bunchō spezialisierte sich auf Kabuki-Schauspieler Porträts in einer ziemlich realistischen Weise. Vielen der Drucke waren in einem kleinen Format gehalten, dem Hōsoban (細版; ca. 33 × 15 cm). Zu seinen besten Drucken dieses Typs gehören das Porträt des Schauspielers Yamashita Kyōnosuke mit einer Fuchsmaske (山下京之助のうしろ面 Yamashita Kyōnosuke no ushiro-men), der eine Doppelrolle als Fuchs und Frau spielt, und der Druck „Ichikawa Benzō betritt sein Künstlerzimmer“ (市川弁蔵の楽屋入する図).
Bunchō produzierte nicht nur seine kleinformatigen Schauspieler-Porträts, sondern er arbeitete auch zusammen mit Shunshō an einer dreibändigen Ausgabe von Schauspieler-Porträts, dem „Bilderbuch von Schauspielern auf Fächern“ (絵本舞台扇 Ehon butai ōgi). – Er malte auch einige Bilder, darunter eins mit dem Titel „Fräulein Osen im Teehaus“ (おせん茶屋図 Osen chaya-zu). Osen war die Tochter eines Teehaus-Besitzers auf dem Gelände des Kasamori-Inari-Schreins (笠森稲荷) im Stadtteil Taninaka von Edo, die berühmt für ihre Schönheit war.
In den Jahren 1769/70 war er nachgefragter als Shunshō, dann aber überflügelter dieser ihn. Zu den Schülern Bunchōs zählen Bunshō, Yanagi Bunchō (柳文朝), Bunkō und Tamagawa Shūchō (玉川 舟調).

## Bilder

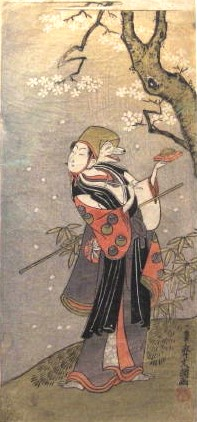
Kyōnosuke mit einer Fuchsmaske
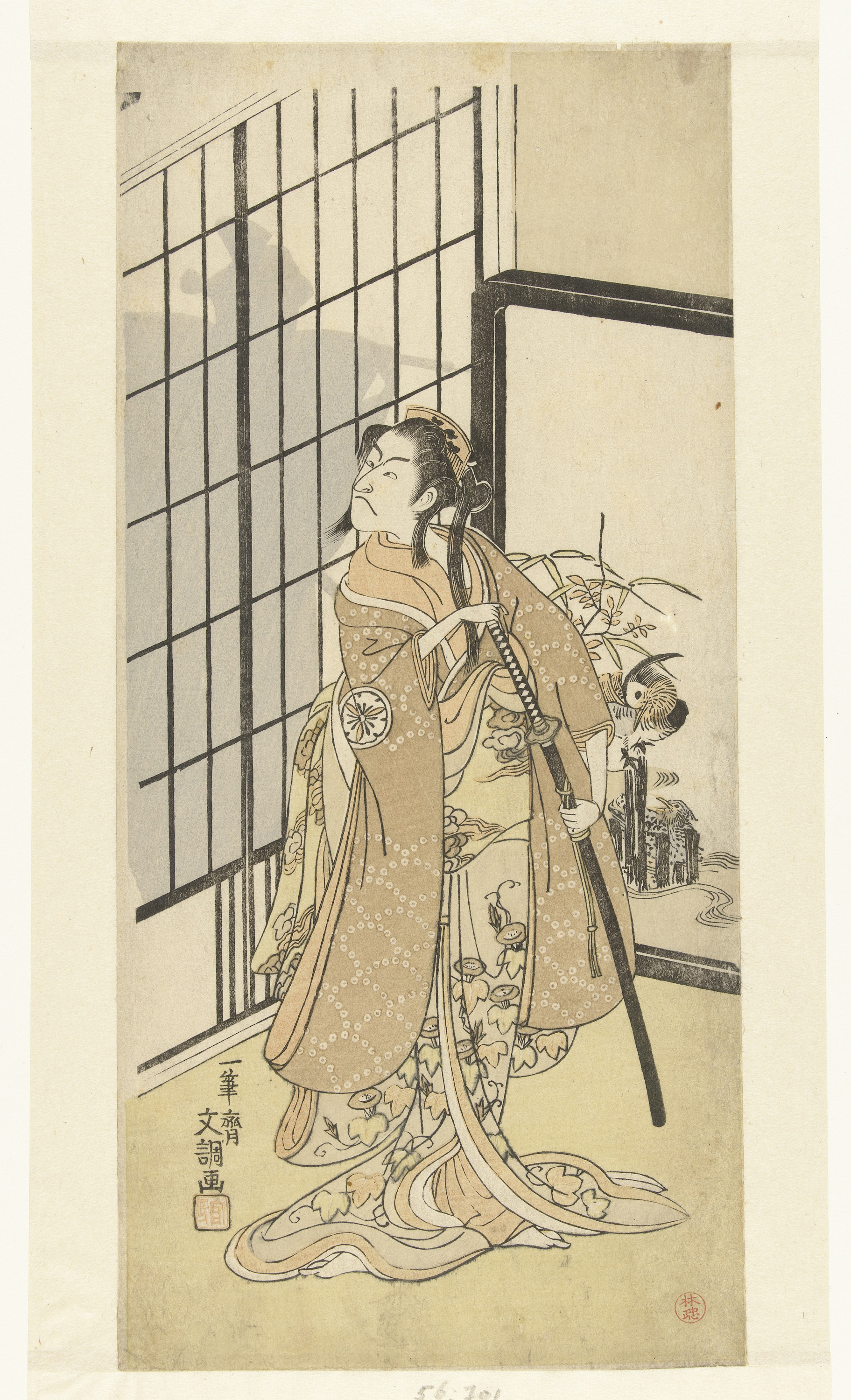
Matsumoto Kōshirō III
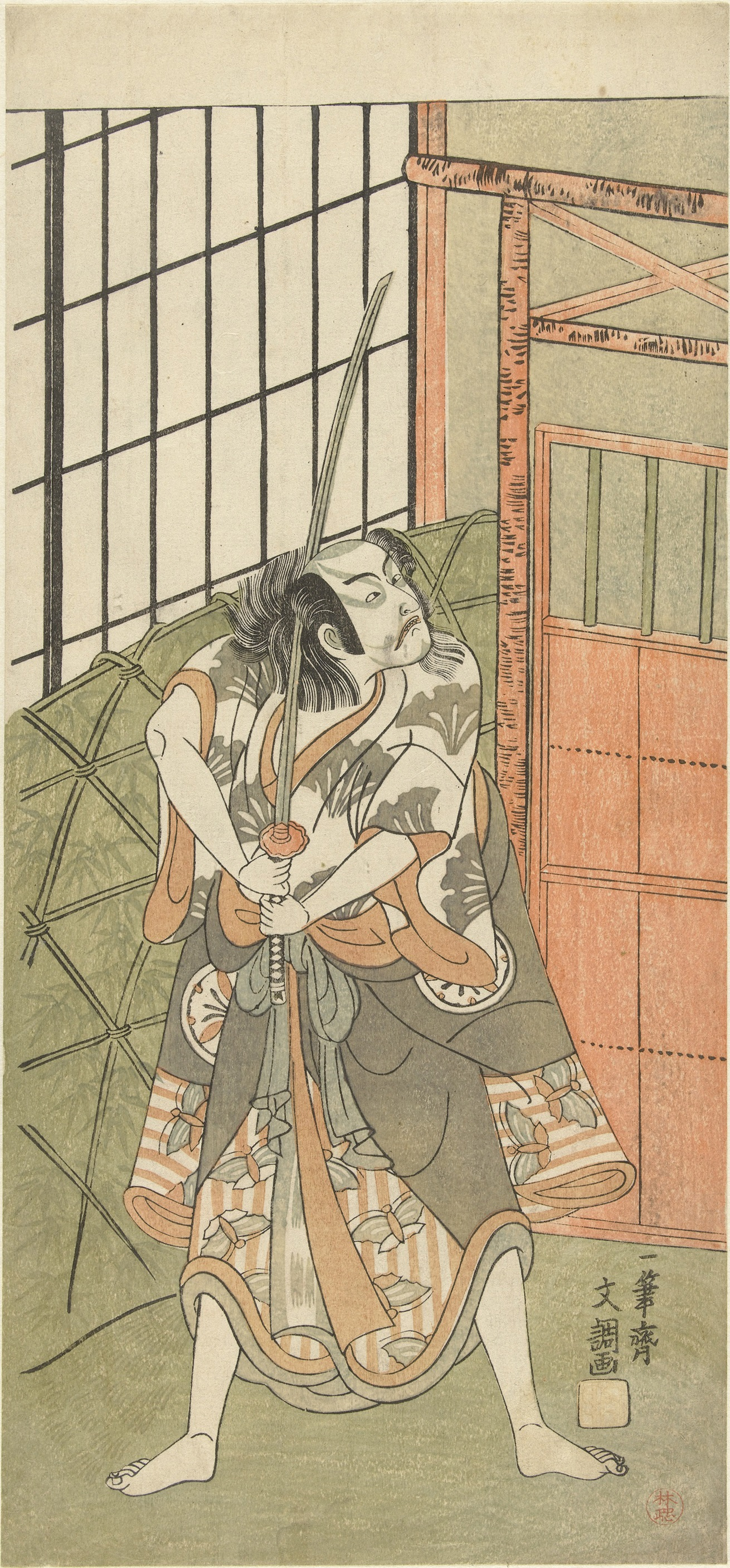
Matsumoto Kōshirō III
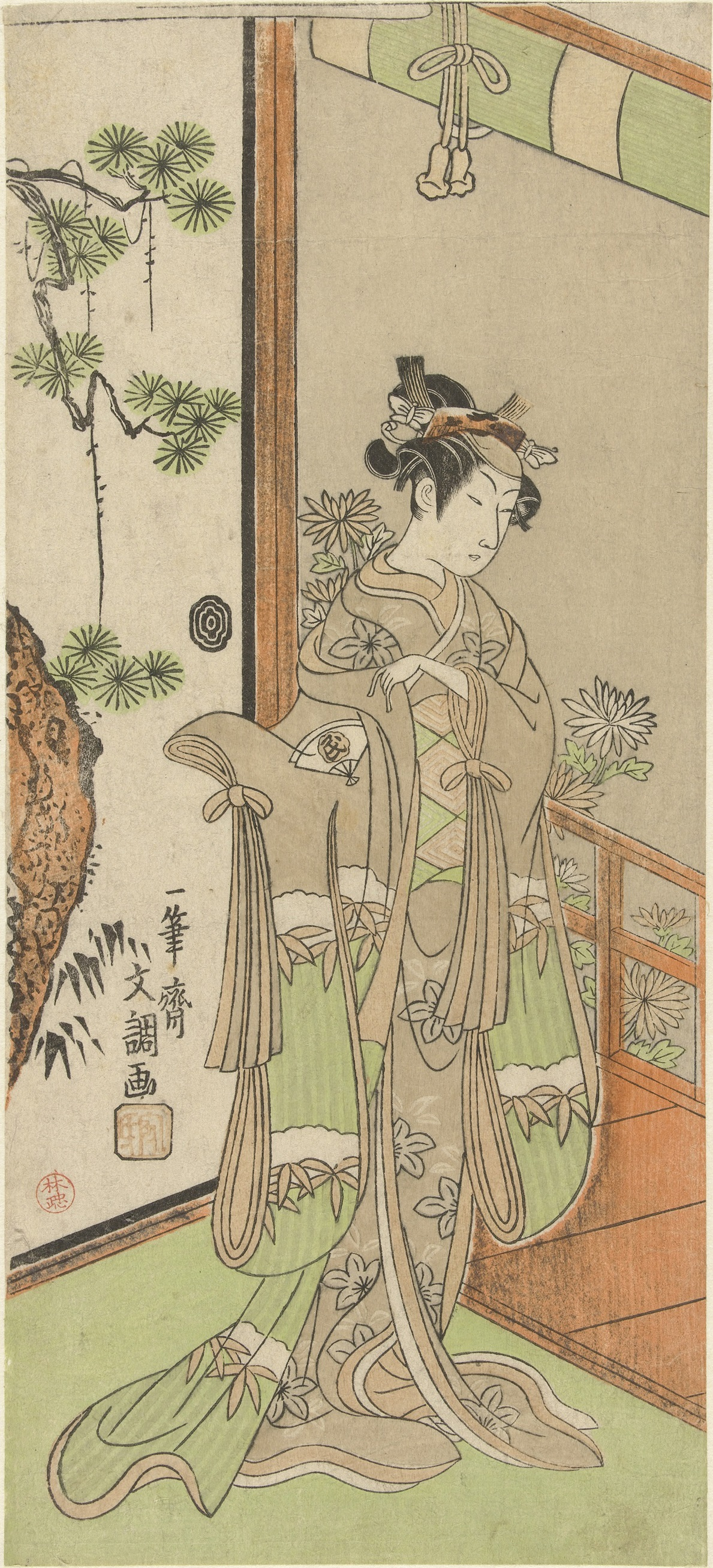
Onoe Tamizō
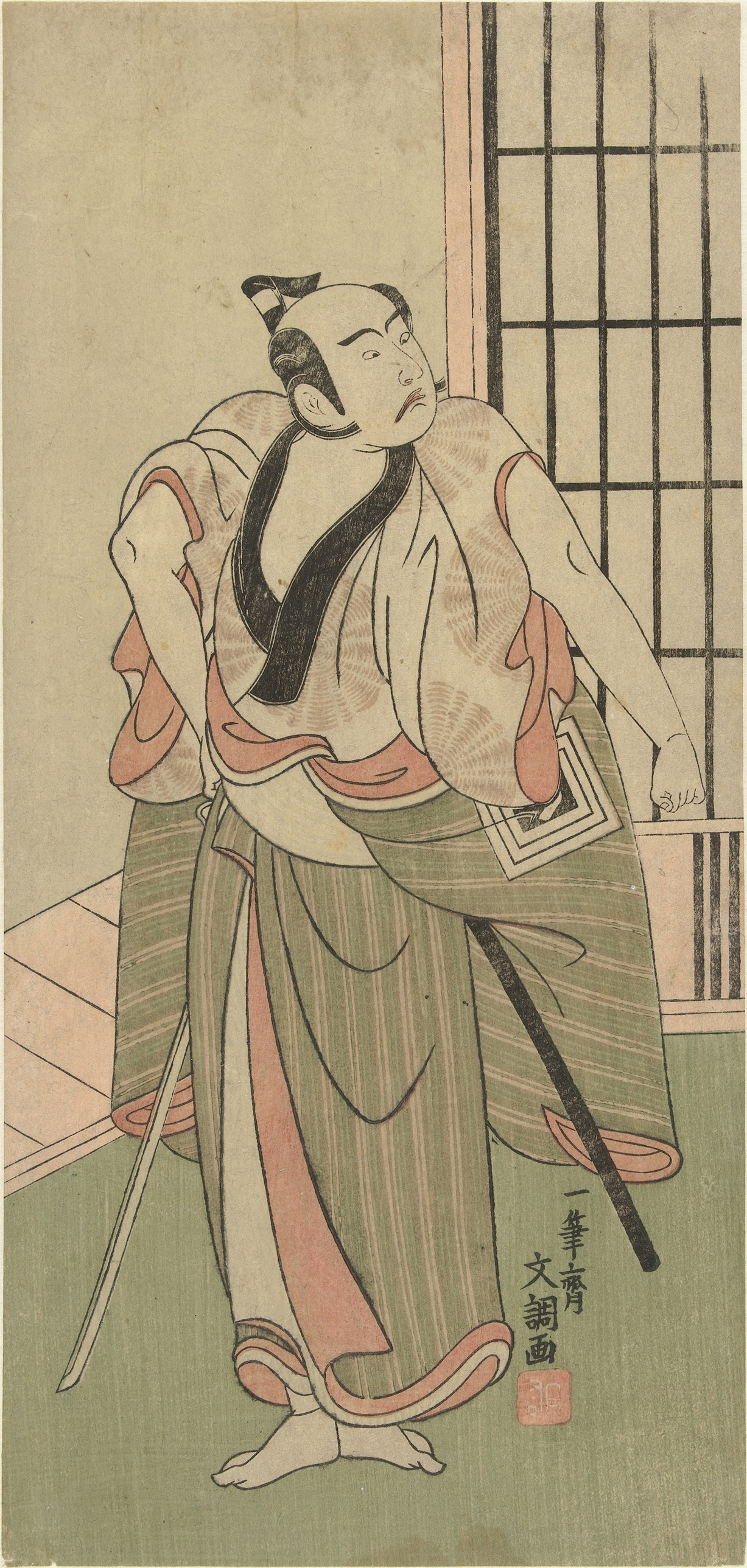
Ichikawa Yaozō II
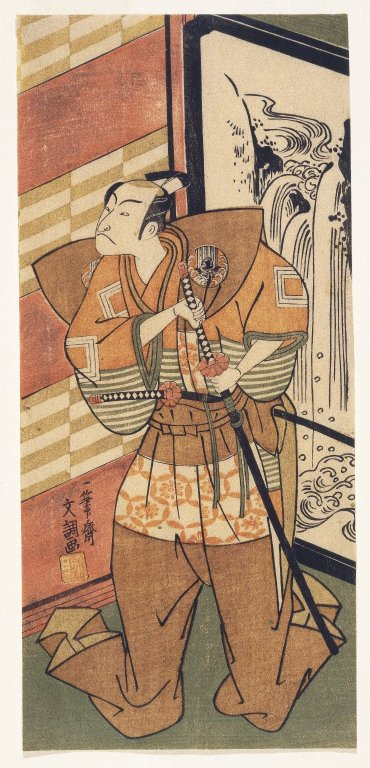
Schauspieler der Ishikawa-Schule